# Poiseul
Poiseul é uma comuna francesa na região administrativa de Grande Leste, no departamento de Haute-Marne. Estende-se por uma área de 4,58 km². Em 2010 a comuna tinha 73 habitantes (densidade: 15,9 hab./km²).